# Organizzazione paramilitare

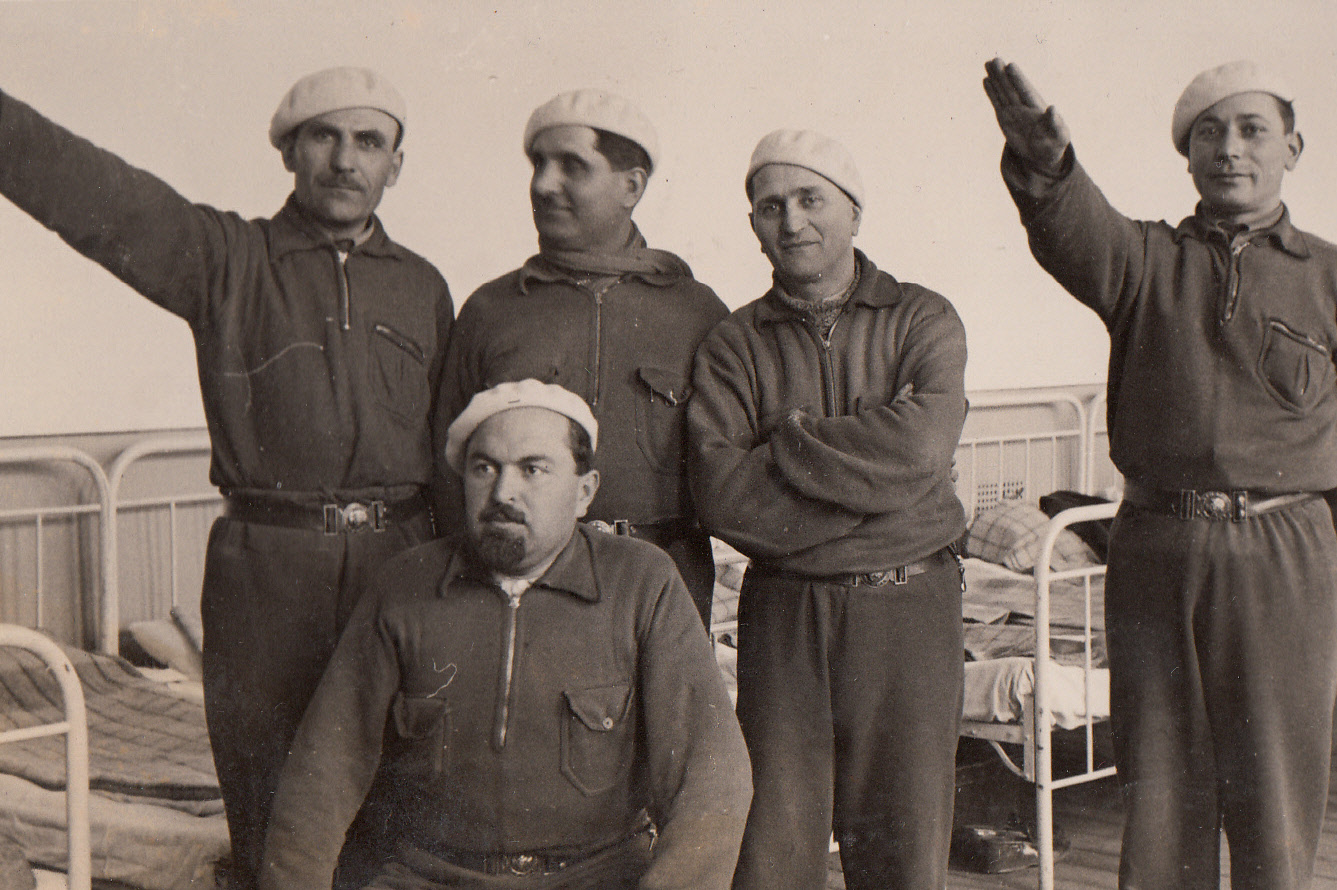
Insegnanti rumeni dopo una sessione di addestramento paramilitare, due di loro fanno il saluto fascista. L'addestramento paramilitare da e per il corpo insegnante fu istituito sotto il regime di re Carlo II di Romania, e continuò durante la seconda guerra mondiale

Un'organizzazione paramilitare è un gruppo armato organizzato di persone che, pur non appartenendo a una forza armata dello Stato, è strutturato e inquadrato gerarchicamente in modo simile a un corpo armato ufficiale. Possono essere organizzate direttamente dallo Stato, o costituite da gruppi, partiti, forze religiose, anche in opposizione alle forze armate del Paese.

## Storia
Nella storia si sono avute varie forze paramilitari che erano espressione di un partito politico al potere. Tra le più famose del passato le SA della Germania nazista e la MVSN dell'Italia fascista. 
Molte organizzazioni di tale stampo sono divenute famose dopo la seconda metà del XX secolo, un esempio di forze paramilitari sono gli squadroni della morte, molto presenti nella storia del Sudamerica nella seconda metà del ventesimo secolo, ma anche in Cambogia con gli Khmer rossi durante il regime di Pol Pot. Dopo la prima guerra mondiale, in Italia nel cosiddetto Biennio rosso si diedero battaglia forze paramilitari fasciste (squadre d'azione) e antifasciste (arditi del popolo ed altre formazioni).
Al giorno d'oggi un posto di rilievo lo occupano i pasdaran, milizia religiosa islamica dell'Iran che ha una sua organizzazione capillare sul territorio, unità di intervento, forze aeree e navali, al servizio della teocrazia al potere nel paese ed in modo del tutto parallelo alle forze armate ufficiali.

## Caratteristiche
Le forze paramilitari solitamente dotano i propri appartenenti di uniformi, gradi gerarchici, distintivi e armamenti come i componenti di una forza militare regolare e, dipendentemente dal Paese che le ospita, possono essere più o meno legali e più o meno tollerate dallo Stato.